# Essam El-Gindy
Essam El-Gindy, anche noto come Esam Ahmed Nagib Mohamed  (Il Cairo, 14 luglio 1966), è uno scacchista egiziano.
Ha ottenuto il titolo di Grande Maestro nel 2008.

## Principali risultati
Nel 2003 vinse ad Abuja il Campionato africano individuale.
Ha partecipato a due Campionati del mondo FIDE: nel 1999 venne eliminato nel primo turno da Ulf Andersson 0–2, nel 2004 venne eliminato nel primo turno da Aleksej Aleksandrov 0,5–1,5.
El-Gindy ha rappresentato l'Egitto in tre Olimpiadi degli scacchi: Erevan 1996, Elista 1998 e Tromsø 2014, ottenendo complessivamente il 37% dei punti.
Ha partecipato a quattro Coppe del Mondo di scacchi: 2007 (eliminato nel 1º turno da Ruslan Ponomariov 1,5–2,5), 2009 (eliminato nel 1º turno da Ruslan Ponomariov 1,5–0,5), 2011 (eliminato nel 1º turno da Zoltan Almasi 0–2) e 2013 (eliminato nel 1º turno da Leinier Dominguez 0–2).
Nel 2009 ha vinto a Tunisi il campionato arabo con 7/9.
Nel 2014 ha vinto a Beirut il campionato AIDEF con 7,5 /9.
Ha ottenuto il suo più alto rating FIDE in ottobre del 2008, con 2527 punti Elo.